# Jolanta Skangiel-Kramska
Jolanta Maria Skangiel-Kramska (ur. 29 marca 1942 w Warszawie) – polska biolog i neurochemik, profesor nauk biologicznych (tyt.), emerytowany profesor zwyczajny w Instytucie Biologii Doświadczalnej im. Marcelego Nenckiego PAN w Warszawie.

## Życiorys
W latach 1959–1964 studiowała na Wydziale Biologii i Nauk o Ziemi Uniwersytetu Warszawskiego. Tytuł magistra biologii w zakresie  biochemii uzyskała w 1964 r. na podstawie pracy pt. „Aktywność 5’-nukleotydazy w nerwach obwodowych normalnych i przecinanych”, którą wykonała pod kierunkiem prof. Stelli Niemierko. Bezpośrednio po studiach rozpoczęła pracę w Instytucie Nenckiego w Pracowni Cytochemii kierowanej przez prof. Aleksandrę Przełęcką, w charakterze asystenta naukowo technicznego, zajmując się metabolizmem lipidów u owadów, a następnie w zespole kierowanym przez prof. Stellę Niemierko (Pracownia Neurochemii) w Zakładzie Biochemii Instytutu. W trakcie zatrudnienia w Instytucie, które trwało do 2014, przeszła kolejne etapy awansu naukowego uzyskując w 1973 stopień doktora nauk biologicznych na podstawie rozprawy "Różne formy hydrolazy acetylocholinowej  w nerwach obwodowych niektórych kręgowców" wykonanej pod kierunkiem prof. Stelli Niemierko. W 1989 uzyskała stopień doktora habilitowanego nauk przyrodniczych na podstawie rozprawy "Rola wybranych neurotransmiterów w zjawiskach plastyczności w korze wzrokowej kota: zmiany w układach GABA-ergicznym, cholinergicznym i serotoninergicznym pod wpływem deprywacji wzrokowej”. W 1993 została kierownikiem Pracowni Molekularnych Podstaw Plastyczności Mózgu. W 1997 otrzymała tytuł profesora nauk biologicznych. W latach 1992–2003 była Zastępcą Dyrektora Instytutu do spraw naukowych, a w latach 2003-2011 kierowała Zakładem Neurobiologii Molekularnej i Komórkowej Instytutu. Była też kierownikiem Studium Doktoranckiego w Instytucie Nenckiego (2011-2014).
Do znaczących osiągnięć Jolanty Skangiel-Kramskiej zaliczyć można wykazanie istnienia różnych form hydrolazy acetylocholinowej w układzie nerwowym, kluczowego enzymu w procesach neurotransmisji, zbadanie udziału receptorów neuroprzekaźników w mechanizmach plastyczności układu nerwowego oraz zbadanie zmian neurochemicznych w plastyczności układu nerwowego.
Była członkiem założycielem Polskiego Towarzystwa Badań Układu Nerwowego (1990) a następnie jego wiceprezesem (1997-1999) i prezesem (2007-2009). Obecnie członek honorowy tego Towarzystwa (od 2013). Członek Polskiego Towarzystwa Biochemicznego, Society for Neuroscience, Federation of European Neuroscience Societies (FENS), International Brain Research Organization (IBRO).

## Odznaczenia
Srebrny Krzyż Zasługi (1989); Złoty Krzyż Zasługi (1998); Krzyż Kawalerski Orderu Odrodzenia Polski (2010); Nagroda Państwowa II stopnia (zespołowa) (1984); Nagroda im. B. Skarzyńskiego PTBioch (1988); Nagroda Sekretarza Naukowego PAN (zespołowa, 1978 i 1982); Nagroda Wydziału Nauk Biologicznych PAN (zespołowa, 1995 i 1999); Nagroda im. J. Konorskiego (zespołowa, PTBUN 2000).

## Wybrane publikacje
- J.Skangiel-Kramska (1997) Receptory Cholinergiczne; (w:) Receptory struktura, charakterystyka, funkcje (red. J.Z.Nowak i J.B.Zawilska), Warszawa, Wydawnictwo Naukowe PWN 1997, str. 129-142.
- J.Skangiel-Kramska (2000) Neuroprzekaźniki i ich receptory; (w:) Mózg a zachowanie (red. T.Górska, A.Grabowska, J.Zagrodzka), Warszawa, Wydawnictwo Maukowe, PWN 2000 str.129-142.
- J.Skangiel-Kramska (2001) Glutamatergic and GABAergic systems in the adult barrel cortex plasticity. (in:) Plasticity of adult Barrel Cortex (ed. M.Kossut) Graham Publishing Co, Johnson City, TN, pp. 203–227.